# Alice in Hell
Albums de Annihilator
Never, Neverland
(1990)
Alice In Hell est le premier album studio du groupe de thrash metal canadien Annihilator sorti en 1989.

## Liste des titres
| No  | Titre                                          | Musique             | Durée |
| --- | ---------------------------------------------- | ------------------- | ----- |
| 1.  | Crystal Ann                                    | Jeff Waters         | 1:40  |
| 2.  | Alison Hell                                    | John Bates, Waters  | 5:00  |
| 3.  | W.T.Y.D.                                       | Bates, Waters       | 4:56  |
| 4.  | Wicked Mystic                                  | Waters, Weil        | 3:38  |
| 5.  | Burns Like A Buzzsaw Blade                     | Bates, Waters, Weil | 3:33  |
| 6.  | Word Salad                                     | Waters              | 5:49  |
| 7.  | Schizos (Are Never Alone), Parts. I & II       | Waters              | 4:32  |
| 8.  | Ligeia                                         | Waters              | 4:47  |
| 9.  | Human Insecticide                              | Bates, Waters       | 4:50  |
| 10. | Powerdrain (Demo)                              |                     | 2:49  |
| 11. | Schizos (Are Never Alone), Parts I & II (Demo) | Waters              | 4:18  |
| 12. | Ligeia (Demo)                                  | Bates, Waters       | 4:56  |

Le morceau Powerdrain a servi de base pour le morceau Sonic Homicide de l'album Criteria for a Black Window (1999).
Source.

## Composition du groupe
- Jeff Waters - Guitare, Basse & Second Chant.
- Randy Rampage - Chant & Second Chant.
- Dennis Dubeau - Second Chant.
- Anthony Brian Greenham - Guitare.
- Wayne Darley - Basse & Second Chant.
- Ray Hartmann - Batterie.

## Sources
1. ↑  Alice In Hell, allmusic.com